# 塞繆爾峰

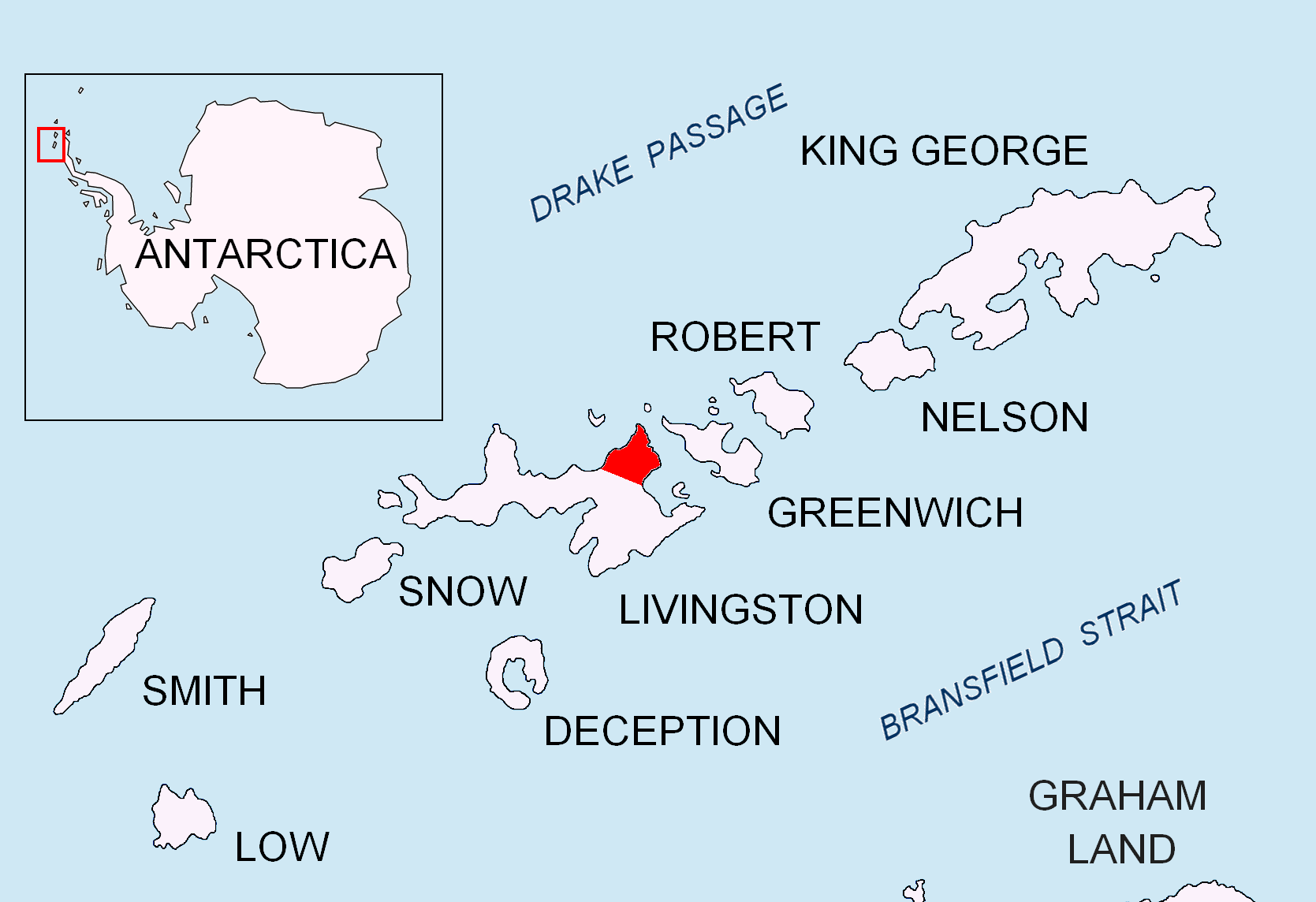

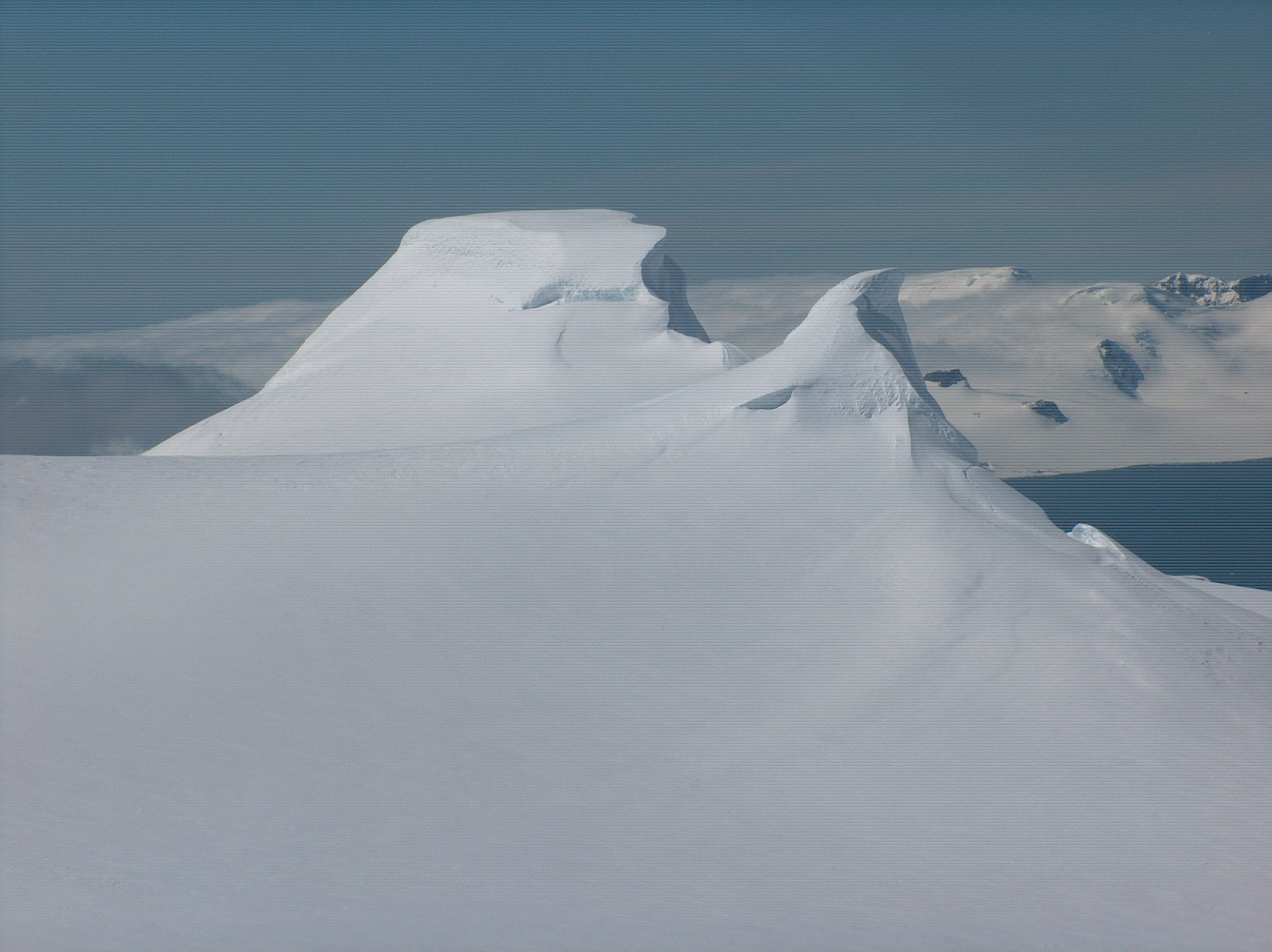

塞繆爾峰（英語：Samuel Peak）是南極洲的山峰，位於南設得蘭群島的利文斯頓島，屬於維丁高地的一部分，海拔高度540米，處於萊斯利山東北面4.78公里、米濟亞峰東南面1.9公里、愛丁堡山以西5.7公里和梅爾尼克峰東北面6.76公里。

## 外部連結
- Composite Antarctic Gazetteer（页面存档备份，存于）.

62°32′30″S 60°07′51″W / 62.54167°S 60.13083°W